# محيي الدين مخيسي
محيي الدين مخيسي بن عابد (بالفرنسية: Mahiedine Mekhissi-Benabbad) (مواليد 15 مارس 1985، ريمس) هو عداء فرنسي في سباقات المضمار والميدان متخصص في 3000 متر موانع، بطل أوروبا ووصيف بطل أولمبياد بكين 2008 وأولمبياد لندن 2012. وهو من أصول جزائرية.

## أرقام شخصية
| مسابقة         | توقيت (ثـ) | مكان           | تاريخ         |
| -------------- | ---------- | -------------- | ------------- |
| 1000 متر       | 2:17.14    | تومبلان، فرنسا | 26 يونيو 2009 |
| 1500 متر       | 3:35.06    | الرباط، المغرب | 23 ماي 2009   |
| 3000 متر       | 7:53.50    | الدوحة ، قطر   | 8 ماي 2009    |
| 3000 متر موانع | 8:02.09    | باريس، فرنسا   | 8 يوليو 2011  |

## روابط خارجية
- محيي الدين مخيسي على موقع الاتحاد الدولي لألعاب القوى (الإنجليزية)
- محيي الدين مخيسي على موقع الاتحاد الفرنسي لألعاب القوى (الفرنسية)
- محيي الدين مخيسي على موقع الدوري الماسي (الإنجليزية)
- محيي الدين مخيسي على موقع أوليمبيديا (الإنجليزية)
- محيي الدين مخيسي على موقع اللجنة الأولمبية الفرنسية (مؤرشف) (الفرنسية)